# Дудля Микола Андрійович (Герой Соціалістичної Праці)
 Дудля Микола Андрійович  (нар. 10 січня 1930 — пом. 6 грудня 2001) — заступник голови ордена Трудового Червоного Прапора колгоспу «Перемога». За сумісництвом завідував галуззю тваринництва в колгоспі "Перемога". Герой Соціалістичної Праці в 1966 році. Заслужений працівник сільського господарства Української РСР (1980).

## Біографія
Дудля Микола Андрійович народився 10 січня 1930 року в селі Покровське Покровського району Дніпропетровської області. Батьки були колгоспниками. У 1937 році почав навчання в школі, де закінчив 4 класи, оскільки в 1941 році почалася війна. Після поразки німецької армії 13 річний Микола почав працювати в колгоспі "Третій кавполка" (Перемога) і трудився на рівні з дорослими до 1950 року.
1943-1950 роки працював рядовим колгоспником.
У 1950-1953 роках служив у складі групи Радянських військ у Німеччині. Після демобілізації повернувся в рідне село в колгосп "Перемога".
З 1954 - 1958 рік працював бригадиром молочно-товарної ферми колгоспу "Перемога"
З 1953 - 1995 року завідувач Тваринництвом колгоспу "Перемога"
За сумісництвом З 1962 - 1995 рік заступником голови колгоспу "Перемога".
Тваринництво, яке очолював Дудля Н. А. З року в рік давало високі результати. У 1964 році колгосп продав державі свинини по 30,6 центнер. На 100 га ораної землі, а в 1965 році продав по 91,8 центнер. На 100 гектарах орної землі.
За досягнуті успіхи в розвитку тваринництва, збільшенні виробництва і заготівель м'яса, молока, яєць, вовни та іншої продукції. Указом ПВС СРСР від 22 березня 1966 році Дудля Миколі Андрійовичу присвоєно звання Герой Соціалістичної Праці.

#### Громадська робота
Дудля Микола Андрійович був делегатом XXIII з'їзду КП України, XXIV з'їзду КПРС, III з'їзду колгоспників, протягом 3 скликань обирався депутатом обласної ради - багато разів депутатом районних та селищних рад. А також членом виконкому сільської ради.

### Родичі
- Батько - Дудля Андрій Федорович (1900 — 1942)
- Мати - Дудля(Роздайбіда) Мотрона Іванівна (1903 — 1971)
- Дружина - Дудля Катерина Полікарпівна (21 листопада 1928 — 23 червня 1997)
- Брат - Дудля Іван Андрійович (12 лютого 1921 — 10 серпня 1984)
- Брат - Дудля Федір Андрійович (12 листопада 1924 — 31 грудня 1988)
- Брат - Дудля Михайло Андрійович (1926 — 1943)

## Звання
- Герой Соціалістичної Праці
- Заслужений працівник сільського господарства Української РСР

## Нагороди
- Герой Соціалістичної Праці Указ ПВР від (22 березня 1966) Медаль № 10728
- ордена Леніна Указ ПВР від (22 березня 1966) № 356 034 та ордена Леніна Указ ПВР від 14.02.1975
- Орден Жовтневої Революції Указ ПВР від (8 квітня 1971)
- Орден Трудового Червоного Прапора Указ ПВР від (7 липня 1986)
- Медаль «За трудову доблесть»
- Ювілейні та пам'ятні медалі